# Assemblador molecular

Un ribosoma és una màquina molecular que utilitza la dinàmica del domini proteic, només visible per espectroscòpia d'eco d'espín de neutrons

Un assemblador molecular, segons el defineix K. Eric Drexler, «és un dispositiu proposat capaç de conduir les reaccions químiques mitjançant el posicionament de molècules reactives amb precisió atòmica». Algunes molècules biològiques tals com els ribosomes s'ajusten a aquesta definició, atès que, mentre treballen a l'entorn d'una cèl·lula reben instruccions de l'ARN missatger i munten seqüències específiques d'aminoàcids per constituir proteïnes. No obstant això, el terme «assemblador molecular» generalment es refereix a dispositius teòrics artificials o sintètics.

## Història
El desenvolupament dels assembladors moleculars com els ribosomes va ser finançat el 2007 pel Consell d'Investigació britànic d'Enginyeria i Ciències Físiques. És evident que els assembladors moleculars són possibles en aquest sentit específic. Un esborrany d'un pla tecnològic, dirigit pel Battelle Memorial Institute i allotjat en diversos laboratoris nacionals dels EUA ha explorat una àmplia gamma de tecnologies atòmiques de fabricació de precisió, incloent la perspectiva de la primera generació i a més llarg termini assembladors moleculars programables. L'informe va ser publicat al desembre de 2007.
No obstant això, el terme «assemblador molecular» també s'utilitza en la ficció i en la cultura popular per descriure una gamma de màquines fantàstiques que manipulen àtoms, moltes de les quals poden ser físicament impossibles en la realitat. Gran part de la controvèrsia pel que fa als "assembladors moleculars" ve de la confusió en l'ús del nom donat per les llegendes populars als conceptes tècnics. El 1992 Drexler va introduir un terme relatiu però més comprensible de «fabricació molecular» (molecular manufacturing) que va descriure com a «síntesi química programada d'estructures complexes a través de les molècules de reactius posicionats mecànicament, no mitjançant la manipulació d'àtoms individuals». Aquí s'hi inclouen màquines hipotètiques que manipulen àtoms individuals i màquines amb la capacitat d'auto-replicar-se similars a un organisme que tenen mobilitat i la capacitat de consumir aliments, i així successivament. De fet són bastant diferents dels dispositius que es limiten (com es defineix més amunt) a «guiar la reacció química posicionant la reacció amb precisió atòmica».
El fet que els assembladors moleculars sintètics mai es construïssin i el perquè de la confusió sobre el significat del terme, van crear una controvèrsia sobre si els «assembladors moleculars» eren simplement possibles o si eren ciència-ficció. La confusió i la controvèrsia també són el resultat de ser qualificats com a nanotecnologia, que és una àrea activa de laboratori de recerca que sempre s'ha aplicat per produir productes reals, i en canvi, fins fa poc, no hi havia hagut cap recerca sobre la construcció real d'assembladors moleculars. La crítica principal de la recerca sobre els productes de còmput d'assembladors moleculars avançat és que les estructures encara són sota investigació i atès que els investigadors no es posen d'acord, resulta impossible resumir-ho en l'actualitat.

## Nanofàbrica
Un sistema que es proposa és la nanofábrica en la que les nanomáquines, que s'assemblen a assembladors moleculars o a braços robòtics industrials, combinen molècules per mitjà de reactius mecanosintètics per poder construir peces més grans atòmicament precises. Aquestes peces, al seu torn, són reunides per mecanismes de «posicionament de productes», classificades per grandària, per així construir productes macroscòpics (visibles), però encara atòmicament precisos.
Una típica nanofábrica cabria en un box desktop, d'acord amb la perspectiva de Kim Eric Drexler, publicat a Nanosystems: Molecular Machinery, Manufacturing and Computation.